# St. Georg (Kemme)

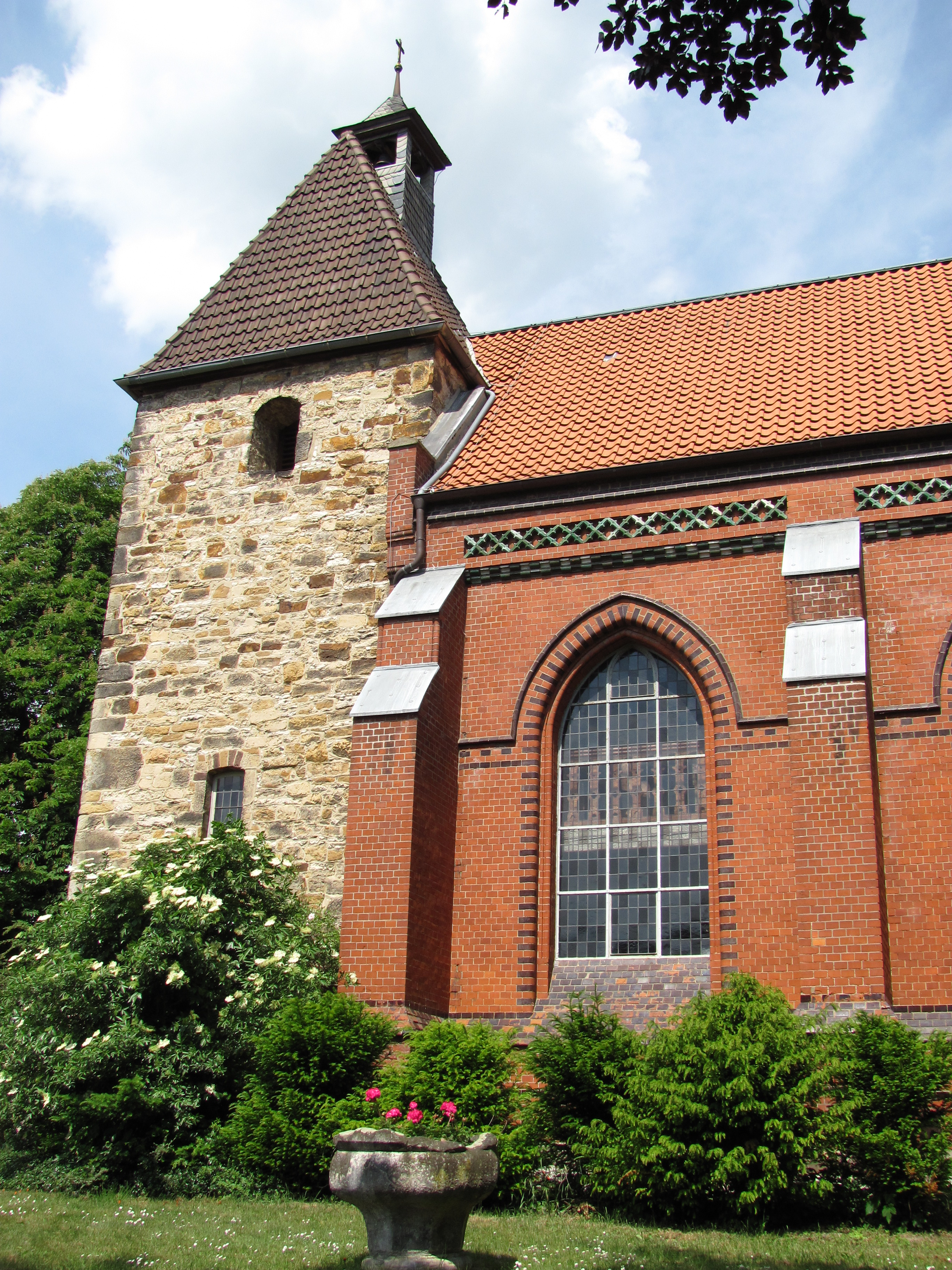
Kemme, St.-Georgs-Kirche

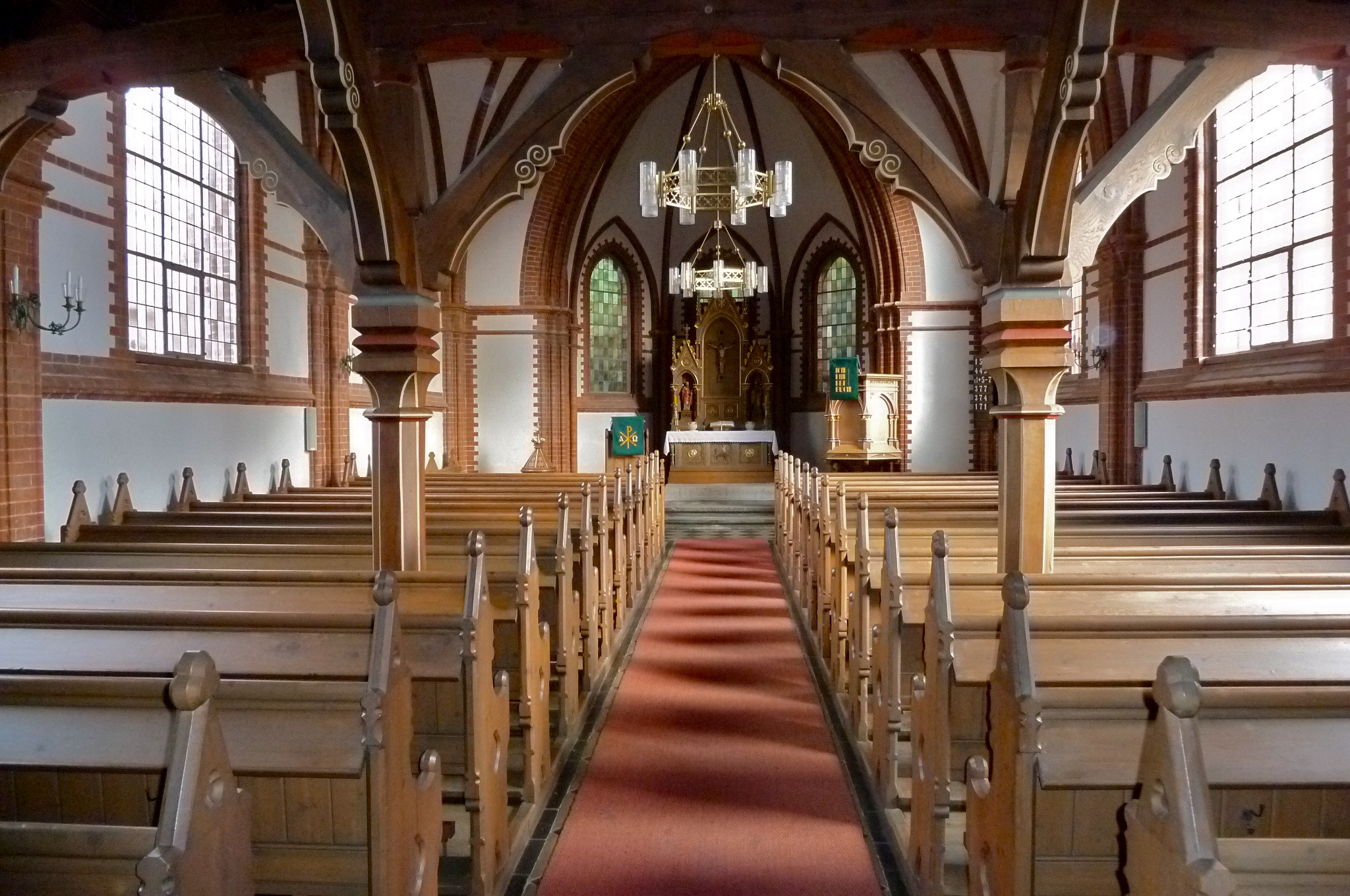
Innenraum mit Blick nach Osten

Die St. Georg ist die evangelische Kirche von Kemme, einem Ortsteil von Schellerten im niedersächsischen Landkreis Hildesheim. Als Teil des Sprengels Hildesheim-Göttingen gehört sie der Evangelisch-lutherischen Landeskirche Hannovers an.

## Geschichte
1377 übertrug der Hildesheimer Bischof Gerhard vom Berge einem Dietrich von Cramm als Pfarrgeistlichem in Kemme das Patronat über die Kirche, das bis 1951 im Besitz der Familie verblieb. Nachdem unter dem (protestantischen) Hildesheimer Bischof Friedrich von Dänemark Kemme protestantisch geworden war, widerstand der Ort in der Folgezeit durch den Einfluss der Patronatsherren von Cramm den Rekatholisierungsbemühungen seines Nachfolgers Burchard von Oberg. In der langen Amtszeit des Pfarrers Adolf Lohmann (amt. 1888–1927) erfolgte 1896–1897 unter Beibehaltung des bestehenden Kirchturms nach Plänen des Hildesheimer Architekten Werner Söchtig ein Neubau der Kirche.

## Architektur
Dem Kirchenbau ist ein in grobem, unverputztem Bruchstein ausgeführter Turmbau vorgestellt, dessen Portal auf 1574 datiert ist, abgeschlossenen von einem quergestellten Walmdach mit verschiefertem Dachreiter. Der 1896 in Backstein errichtete Kirchenneubau ist eine neugotische Saalkirche mit polygonal schließendem Altarhaus im Stil der Hannoverschen Architekturschule. Der Kirchenraum ist kreuzrippengewölbt.

## Ausstattung
Der Kirchenraum hat im Wesentlichen seine bauzeitliche Ausstattung bewahrt. Prinzipalstück ist der 1891 vom Hildesheimer Holzbildhauer Carl Bütefisch geschaffene Retabelaltar mit der Kreuzigung Christi und den Statuen der Aposteln Petrus und Paulus. Die ursprünglich vom Dekorationsmaler Carl Saeger aus Hildesheim hergestellte Ausmalung der Kirche wurde 1962 übermalt.

### Orgel
Bereits 1858 hatte die Kirche eine Orgel mit 15 Registern auf zwei Manualen und Pedal von Heinrich Schaper (Hildesheim) unter Verwendung von älterem Pfeifenmaterial einer Orgel des 18. Jahrhunderts erhalten. 1891/92 wurde die Orgel durch August Schaper mit neugotischem Prospekt in das neuerrichtete Kirchenschiff übertragen. 1934 erfolgte ein Umbau mit veränderter Disposition durch Furtwängler & Hammer sowie 1948 und 1958 durch Otto Dutkowski (Braunschweig).

### Glocken
Die Georgskirche Kemme verfügt heute über zwei Läuteglocken und zwei Schlagglocken im Kirchturm.
| Nr. | Material | Ton  | Gießer                                 | Gussjahr |
| --- | -------- | ---- | -------------------------------------- | -------- |
| I   | Bronze   | dis′ | Radlersche Glockengießerei, Hildesheim | 1932     |
| II  | Bronze   | fis′ | Heiso Meyer, Wolfenbüttel              | 1664     |

| Nr | Material | Ton | Gussjahr |
| -- | -------- | --- | -------- |
| I  | Bronze   | g″  | 1862     |
| II | Bronze   | a″  | 1875     |